# エルシリオ・ルス国際空港
エルシリオ・ルス国際空港（エルシリオ・ルスこくさいくうこう）は、ブラジルのフロリアノーポリスにある空港である。フロリアノーポリスの都心部からは10キロメートルほどの位置にある。海岸近くにある空港であり標高は5メートルほどと低い土地に作られた空港である。空港名はサンタカタリーナ州知事を3回を務め、上院議員も務めたエルシリオ・ルスにちなむ。現在はインフラアエロが運営している。空港の一部はブラジル空軍のフロリアノーポリス空軍基地と共用されている。
2017年3月16日、チューリッヒ空港株式会社 (Flughafen Zürich AG) がコンセッションを取得し、空港を運営・拡張する権利を得た。コンセッション契約を締結後、空港を100%所有し、2047年まで運営する予定である。

## 主な航空会社
- アズールブラジル航空
- ゴル航空
- LATAM ブラジル
- アルゼンチン航空
- フライボンダイ
- スカイ航空
- パラン航空

## 主な就航路線
国内線 : ベロオリゾンテ/コンフィンス、ブラジリア、カンピーナス、クリチバ、ポルトアレグレ、リオデジャネイロ/ガレオン、リオデジャネイロ/サントス、サンパウロ/グアルーリョス、サンパウロ/コンゴーニャス、フォス・ド・イグアス
国際線: ブエノスアイレス/エセイサ、ブエノスアイレス/アエロパルケ、コルドバ、アスンシオン、サンティアゴ

## 事件・事故
- 1951年3月22日：クルゼイロ航空のダグラス C-53-DO（機体記号PP-CCX）が悪天候の中着陸進入中、エンジンが故障して滑走路をオーバーランし墜落した。この事故で乗客乗員14人のうち3人が死亡した[5]。
- 1980年4月12日：サンパウロ・コンゴーニャス空港発フロリアノーポリス行きのトランス・ブラジル航空303便（機材：ボーイング727-27C、機体記号PT-TYS）が夜間、激しい雷雨の中フロリアノーポリスへの計器進入中、経路を外れ丘に激突し爆発した（トランス・ブラジル航空303便墜落事故）。事故原因として速度と距離の判断ミス、機長の監督不十分、着陸復行を実施できなかったこと、不適切なエンジンの操作などが挙げられた。乗客乗員58人のうち、生存者は3人のみであった[6][7]。